# Gongylosoma baliodeirus
Espèce
Synonymes
- Coronella baliodeira Boie, 1827
- Liopeltis baliodeirus cochranae Taylor, 1962

Statut de conservation UICN

 LC  : Préoccupation mineure
Gongylosoma baliodeirus est une espèce de serpents de la famille des Colubridae.

## Répartition
Cette espèce se rencontre en Malaisie, à Singapour, au Brunei et en Indonésie à Java, à Sumatra, à Nias, à Weh, au Kalimantan, dans les  îles Natuna et l'archipel Riau.

## Liste des sous-espèces
Selon The Reptile Database (12 mars 2012) :
- Gongylosoma baliodeirus baliodeirus (Boie, 1827)
- Gongylosoma baliodeirus cochranae (Taylor, 1962)

## Publications originales
- Boie, 1827 : Bemerkungen über Merrem's Versuch eines Systems der Amphibien, 1. Lieferung: Ophidier. Isis von Oken, Jena, vol. 20, p. 508-566 (texte intégral).
- Taylor, 1962 : New oriental reptiles. University of Kansas science bulletin, vol. 43, no 7, p. 209-263 (texte intégral).